# 三氟化碘
三氟化碘(IF3)是一种−28 °C以上就会分解的黄色固体。它可以通过单质直接化合来制备，但必须小心以避免形成IF5。  

## 反应
−45 °C下，F2与I2在三氯氟甲烷中反应产生IF3。另外在低温下也可使用这个氟化反应：
I2 + 3XeF2 → 2IF3 + 3Xe
对三氟化碘的了解不多因为它很不稳定。

## 化学性质
三氟化碘有5对价层电子，与三氟化氯类似，价层电子对互斥理论预测它的空间构型为T形。它在很低的温度下能与碱金属氟化物或氟化亚硝酰反应得到加合物。这些物质具有M+
IF−
4结构，对热较稳定，遇水立即分解。